# Радослав Анђић
Радослав Анђић, (Загор код Трнова, 25. март 1940) је пензионисани пуковник Војске Републике Српске.

## Биографија
Средњу техничку школу завршио је 1961. у Крагујевцу, а Школу резервних техничких официра 1968. у Загребу. Исте године завршио је Машински факултет, производни смјер, у Сарајеву, гдје је 1989. магистрирао темом "ИЦ зраци у функцији производње оптичких и оптоелектронских уређаја". Активну војну службу у Југословенској народној армији започео је 1969, у чину поручника. Службовао је у гарнизонима Нови Травник, Сарајево и Земун, радећи у предузећима намјенске производње. Прије ступања у ВРС био је координатор развоја у предузећу "Телеоптик" у Земуну. 
У ВРС је службовао од 20. децембра 1992. до 8. јула 1997. Био је начелник Управе за војнопривредну дјелатност, уједно помоћник министра одбране Републике Српске. У чин пуковника унапријеђен је ванредно, 22. децембра 1992.

## Одликовања и признања
- Орден за војне заслуге са сребрним мачевима,
- Орден народне армије са сребрном звијездом и
- Орден рада са сребрним вијенцем.